# Nazionale maschile under 19 di football americano del Canada
La Nazionale di football americano Under-19 del Canada è la selezione maschile di football americano di Football Canada, che rappresenta il Canada nelle varie competizioni ufficiali o amichevoli riservate a squadre nazionali Under-19.

## Risultati
Legenda: Grassetto: Risultato migliore, Corsivo: Mancate partecipazioni

## Dettaglio stagioni

### Tornei

#### NFL-GJC
| Stagione | regular season | regular season | regular season | regular season | regular season | regular season | playoff | playoff | playoff | playoff | playoff | playoff       | playoff     |
|          | Vin            | Par            | Per            | Tot            | PF             | PS             | Vin     | Per     | Tot     | PF      | PS      | risultato     | avversaria  |
| -------- | -------------- | -------------- | -------------- | -------------- | -------------- | -------------- | ------- | ------- | ------- | ------- | ------- | ------------- | ----------- |
| 2000     |                |                |                |                |                |                | 2       | 0       | 2       | 16      | 9       | Campioni      | Europa      |
| 2001     |                |                |                |                |                |                | 1       | 1       | 2       | 46      | 29      | Secondo posto | Stati Uniti |
| 2002     |                |                |                |                |                |                | 1       | 1       | 2       | 68      | 28      | Secondo posto | Stati Uniti |
| 2003     | 3              | 0              | 1              | 4              | 75             | 43             | 0       | 1       | 1       | 21      | 28      | Secondo posto | Stati Uniti |
| 2004     | 4              | 0              | 0              | 4              | 58             | 5              | 0       | 1       | 1       | 0       | 31      | Secondo posto | Stati Uniti |
| 2005     | 4              | 0              | 0              | 4              | 82             | 7              | 1       | 0       | 1       | 38      | 35      | Campioni      | Stati Uniti |
| 2006     | 4              | 0              | 0              | 4              | 61             | 0              | 1       | 0       | 1       | 10      | 0       | Campioni      | Stati Uniti |
| 2007     | 2              | 0              | 0              | 2              | 21             | 0              | 1       | 0       | 1       | 23      | 13      | Campioni      | Stati Uniti |
| Totale   | 17             | 0              | 1              | 18             | 297            | 55             | 7       | 4       | 11      | 222     | 173     |               |             |

Fonte: americanfootballitalia.com

#### Campionato mondiale
| Stagione | regular season | regular season | regular season | regular season | regular season | regular season | playoff | playoff | playoff | playoff | playoff | playoff       | playoff     |
|          | Vin            | Par            | Per            | Tot            | PF             | PS             | Vin     | Per     | Tot     | PF      | PS      | risultato     | avversaria  |
| -------- | -------------- | -------------- | -------------- | -------------- | -------------- | -------------- | ------- | ------- | ------- | ------- | ------- | ------------- | ----------- |
| 2009     | -              | -              | -              | -              | -              | -              | 2       | 1       | 3       | 96      | 76      | Secondo posto | Stati Uniti |
| 2012     | -              | -              | -              | -              | -              | -              | 3       | 0       | 3       | 99      | 41      | Campioni      | Stati Uniti |
| 2014     | 3              | 0              | 0              | 3              | 183            | 7              | 0       | 1       | 1       | 17      | 40      | Secondo posto | Stati Uniti |
| 2016     | 1              | 0              | 1              | 2              | 44             | 48             | 2       | 0       | 2       | 52      | 27      | Campioni      | Stati Uniti |
| 2018     | 2              | 0              | 0              | 2              | 77             | 28             | 1       | 0       | 1       | 13      | 7       | Campioni      | Messico     |
| Totale   | 6              | 0              | 1              | 7              | 304            | 83             | 8       | 2       | 10      | 277     | 191     |               |             |

Fonte: americanfootballitalia.com

#### IFAF International Bowl
| Stagione | regular season | regular season | regular season | regular season | regular season | regular season | playoff | playoff | playoff | playoff | playoff | playoff       | playoff     |
|          | Vin            | Par            | Per            | Tot            | PF             | PS             | Vin     | Per     | Tot     | PF      | PS      | risultato     | avversaria  |
| -------- | -------------- | -------------- | -------------- | -------------- | -------------- | -------------- | ------- | ------- | ------- | ------- | ------- | ------------- | ----------- |
| 2014     |                |                |                |                |                |                | 0       | 1       | 1       | 7       | 43      | Secondo posto | Stati Uniti |
| 2015     |                |                |                |                |                |                | 0       | 1       | 1       | 0       | 35      | Secondo posto | Stati Uniti |
| Totale   |                |                |                |                |                |                | 0       | 2       | 2       | 7       | 78      |               |             |

Fonte: luckyshow.org

### Riepilogo partite disputate
| Anno           | Luogo             | Evento             | Fase del torneo  | Incontro               | Risultato    |
| 2000           | Atlanta           | NFL-GJC            | Semifinale       | Canada - Stati Uniti   | 9 - 3        |
| 2000           | Atlanta           | NFL-GJC            | Finale           | Canada - Europa        | 7 - 6        |
| 2001           | Clearwater        | NFL-GJC            | Semifinale       | Canada - Giappone      | 27 - 8       |
| 2001           | Clearwater        | NFL-GJC            | Finale           | Stati Uniti - Canada   | 21 - 19      |
| 2002           | New Orleans       | NFL-GJC            | Semifinale       | Canada - Giappone      | 54 - 12      |
| 2002           | New Orleans       | NFL-GJC            | Finale           | Stati Uniti - Canada   | 16 - 14      |
| 2003           | San Diego         | NFL-GJC            | Girone           | Europa - Canada        | 7 - 17       |
| 2003           | San Diego         | NFL-GJC            | Girone           | Canada - Stati Uniti   | 23 - 29 o.t. |
| 2003           | San Diego         | NFL-GJC            | Girone           | Giappone - Canada      | 7 - 21       |
| 2003           | San Diego         | NFL-GJC            | Girone           | Canada - Messico       | 14 - 0       |
| 2003           | San Diego         | NFL-GJC            | Finale           | Stati Uniti - Canada   | 28 - 21 o.t. |
| 2004           | Houston           | NFL-GJC            | Girone           | Canada - Giappone      | 10 - 2       |
| 2004           | Houston           | NFL-GJC            | Girone           | Canada - Stati Uniti   | 7 - 3        |
| 2004           | Houston           | NFL-GJC            | Girone           | Canada - Messico       | 14 - 0       |
| 2004           | Houston           | NFL-GJC            | Girone           | Canada - Russia        | 27 - 0       |
| 2004           | Houston           | NFL-GJC            | Finale           | Stati Uniti - Canada   | 31 - 0       |
| 2005           | Jacksonville      | NFL-GJC            | Girone           | Giappone - Canada      | 0 - 35       |
| 2005           | Jacksonville      | NFL-GJC            | Girone           | Stati Uniti - Canada   | 7 - 14       |
| 2005           | Jacksonville      | NFL-GJC            | Girone           | Messico - Canada       | 0 - 6        |
| 2005           | Jacksonville      | NFL-GJC            | Girone           | Canada - Francia       | 27 - 0       |
| 2005           | Jacksonville      | NFL-GJC            | Finale           | Canada - Stati Uniti   | 38 - 35      |
| 2006           | Detroit           | NFL-GJC            | Girone           | Canada - Giappone      | 7 - 0        |
| 2006           | Detroit           | NFL-GJC            | Girone           | Canada - Messico       | 12 - 0       |
| 2006           | Detroit           | NFL-GJC            | Girone           | Canada - Stati Uniti   | 21 - 0       |
| 2006           | Detroit           | NFL-GJC            | Girone           | Canada - Germania      | 21 - 0       |
| 2006           | Detroit           | NFL-GJC            | Finale           | Canada - Stati Uniti   | 10 - 0       |
| 2007           | Fort Lauderdale   | NFL-GJC            | Girone           | Francia - Canada       | 0 - 14       |
| 2007           | Fort Lauderdale   | NFL-GJC            | Girone           | Canada - Giappone      | 7 - 0        |
| 2007           | Fort Lauderdale   | NFL-GJC            | Finale           | Stati Uniti - Canada   | 13 - 23      |
| 2009           | Canton            | Mondiale           | Quarti di finale | Canada - Nuova Zelanda | 55 - 0       |
| 2009           | Canton            | Mondiale           | Semifinale       | Canada - Giappone      | 38 - 35      |
| 2009           | Canton            | Mondiale           | Finale           | Canada - Stati Uniti   | 3 - 41       |
| 2012           | Austin            | Mondiale           | Quarti di finale | Canada - Svezia        | 43 - 0       |
| 2012           | Austin            | Mondiale           | Semifinale       | Giappone - Canada      | 24 - 33      |
| 2012           | Austin            | Mondiale           | Finale           | Canada - Stati Uniti   | 23 - 17      |
| 2014           | Arlington         | International Bowl | Finale           | Stati Uniti - Canada   | 43 - 7       |
| 2014           | Madinat al-Kuwait | Mondiale           | Girone           | Canada - Kuwait        | 91 - 0       |
| 2014           | Madinat al-Kuwait | Mondiale           | Girone           | Canada - Francia       | 56 - 0       |
| 2014           | Madinat al-Kuwait | Mondiale           | Girone           | Austria - Canada       | 7 - 36       |
| 2014           | Madinat al-Kuwait | Mondiale           | Finale           | Stati Uniti - Canada   | 40 - 17      |
| 2015           | Arlington         | International Bowl | Finale           | Stati Uniti - Canada   | 35 - 0       |
| 2016           | Harbin            | Mondiale           | Girone           | Messico - Canada       | 16 - 30      |
| 2016           | Harbin            | Mondiale           | Girone           | Canada - Stati Uniti   | 16 - 32      |
| 2016           | Harbin            | Mondiale           | Semifinale       | Messico - Canada       | 21 - 28      |
| 2016           | Harbin            | Mondiale           | Finale           | Canada - Stati Uniti   | 24 - 6       |
| 14 luglio 2018 | Città del Messico | Mondiale           | Prima fase       | Canada - Svezia        | 49 - 6       |
| 18 luglio 2018 | Città del Messico | Mondiale           | Prima fase       | Canada - Giappone      | 28 - 22      |
| 22 luglio 2018 | Città del Messico | Mondiale           | Finale           | Canada - Messico       | 13 - 7       |

## Confronti con le altre Nazionali
Questi sono i saldi del Canada nei confronti delle Nazionali incontrate.

### Saldo positivo
| Nazionale     | Giocate | Vinte | Pareggiate | Perse | PF  | PS  | Ultima vittoria | Ultimo pari | Ultima sconfitta |
| ------------- | ------- | ----- | ---------- | ----- | --- | --- | --------------- | ----------- | ---------------- |
| Giappone      | 10      | 10    | 0          | 0     | 260 | 110 | 2018            | -           | -                |
| Francia       | 3       | 3     | 0          | 0     | 97  | 0   | 2014            | -           | -                |
| Kuwait        | 1       | 1     | 0          | 0     | 91  | 0   | 2014            | -           | -                |
| Svezia        | 2       | 2     | 0          | 0     | 92  | 6   | 2018            | -           | -                |
| Messico       | 7       | 7     | 0          | 0     | 118 | 44  | 2018            | -           | -                |
| Nuova Zelanda | 1       | 1     | 0          | 0     | 55  | 0   | 2009            | -           | -                |
| Austria       | 1       | 1     | 0          | 0     | 36  | 7   | 2014            | -           | -                |
| Russia        | 1       | 1     | 0          | 0     | 27  | 0   | 2004            | -           | -                |
| Germania      | 1       | 1     | 0          | 0     | 21  | 0   | 2006            | -           | -                |
| Europa†       | 2       | 2     | 0          | 0     | 24  | 13  | 2003            | -           | -                |

### Saldo negativo
| Nazionale   | Giocate | Vinte | Pareggiate | Perse | PF  | PS  | Ultima vittoria | Ultimo pari | Ultima sconfitta |
| ----------- | ------- | ----- | ---------- | ----- | --- | --- | --------------- | ----------- | ---------------- |
| Stati Uniti | 19      | 9     | 0          | 10    | 287 | 398 | 2016            | -           | 2016             |